# Martin Behaim
Martin Behaim (Nürnberg, 6. listopada 1459. – Lisabon, 29. srpnja 1507.) bio je njemački kozmograf i pomorac, najpoznatiji kao tvorac najstarijeg očuvanog globusa na svijetu.

## Biografija
Rođen 1459. godine u Nürnbergu, Martin Behaim je u razdoblju između 1490. i 1943. godine boravio u svome rodnom gradu samo zbog rješavanja pitanja naslijeđa. Znanje o rukovanju modernom navigacijskom tehnikom stekao je upravo u Nürnbergu, što mu je kasnije osiguralo slavu u Portugalu, zemlji pomoraca. Već sa sedamnaest godina napušta Nürnberg u odlazi u Nizozemsku i Antwerpen, gdje izučava suknarstvo i trgovinu suknom. Bio je to obrt s kojim je obitelj Behaim stekla bogatstvo i ugled u Nürnbergu.
Iz Antwerpena Behaim odlazi u Lisabon. U ovoj lučkoj metropoli, polazištu brojnih istraživačkih putovanja portugalskih pomoraca, trgovac je bio svoj na svome. Ondje su se prekrcavali odabrani začini iz dalekih zemalja, koje su pomorci donosili sa zapadne afričke obale.
U to vrijeme od velikog značenja bio je pronalazg kraćeg pomorskog puta do daleke Indije. Tijekom raznih ekspedicija brojni su se avanturisti osmjelili krenuti u do tada potpuno nepoznata područja. Portuglaski pomorci toga doba istraživali su obalu zapadne Afrike sve do ušća rijeke Kongo u Gvinejskom zaljevu. Navodno je Martin Behaim sudjelovao u jednom od tih putovanja, zbog čega ga je 1485. godine portugalski kralj proglasio vitezom. Behaim se oženio kćeri guvernera Azora te je tako postao društveno respektabilan plemić u Lisabonu. Do rastave braka često je boravio na otoku Faial. Godine 1489., krenuo je na svoje posljednje trgovačko putovanje u zapadnu Afriku, no zbog majčine se smrti vrlo brzo morao vratiti u svoj rodni grad.
Kao trgovac Martin nije uživao neki poseban ugled u Nürnbergu. Naime, u trgovačkim kontaktima iz Lisabona nije bio pretjerano točan glede plaćanja. Njegova braća i sestre morali su vraćati dugove u Nürnbergu, što je dovelo do svađa oko podjele naslijeđa.
Navodno je Martin smislio ideju o izradi globusa kako bi uspio što bolje uvjeriti bogate trgovce iz Nürnberga, dobiveni novac investirati u trgovačka putovanja u prekomorkse zemlje te tako pokušati otkriti pomorski put do Indije. Zbog iskustava koja je stekao kao pomorac, kao i kontakta s portugalskim dvorom, takav je pothvat bio moguć. Međutim u vrijeme kada su se njegovi poslovni partneri divili veličanstvenom globusu, 1492. godine Kristofor Kolumbo vjerovao je da je otkrio put do Indije.
Posljednje godine njegova života nisu bile sretne. Na povratku iz Nürnberga, kada se preko flandrijskog Antwerpena vraćao u Lisabon, bio je opljačkan, zarobljen i otpremljen u Englesku. Usprkos teškoj bolesti uspio se vratiti u Lisabon, gdje je nakon smrti portugalskog kralja Ivana II. pao u nemilost. Martim Behaim umro je 29. srpnja 1507. godine u sirotištu u Lisabonu. Međutim, njegove zasluge za portugalsko pomorstvo nisu zaboravljene, jednako kao ni njegov "krumpir", najstariji očuvani globus na svijetu, koji se danas čuva u Njemačkom nacionalnom muzeju u Nürnbergu.

## Izrada globusa
Tijekom posjeta svog rodnog grada Nürnberga, u suradnji sa slikarom Georgom Glockendonom, Martin Behaim konstruirao je svoj dobro poznati globus između 1491. i 1493. godine, jedan od dva, kojeg naziva Erdapfel. Odgovara ideji globusa koju je 1475. godine zamislio Siksto IV., ali je poboljšao meridijane i ekvator.
Čuva se u Njemačkom nacionalnom muzeju.
- Globus Martina Behaima.
- Detalji Atlantskog oceana
- Istočna hemisfera
- Zapadna hemisfera